# NK Dravograd
Nogometni klub Dravograd (tiếng Việt: Câu lạc bộ bóng đá Dravograd), thường hay gọi NK Dravograd hoặc đơn giản Dravograd, là một câu lạc bộ bóng đá Slovenia thi đấu ở thị trấn Dravograd. Hiện tại đội đang thi đấu ở Giải bóng đá hạng nhì quốc gia Slovenia. Câu lạc bộ được thành lập năm 1948.

## Danh hiệu
- Giải bóng đá hạng nhì quốc gia Slovenia: 2

1998-99, 2001-02
- Giải bóng đá hạng ba quốc gia Slovenia: 3

1995-96, 2017-18, 2018-19